# Tenabo
Tenabo é uma cidade do município de Tenabo do estado de Campeche, no México. 